# إيتا بيكر
إيتا بيكر (بالإنجليزية: Etta Baker)‏ هي عازفة بانجو وعازفة قيثارة وموسيقية أمريكية، ولدت في 31 مارس 1913 في مقاطعة كالدويل في الولايات المتحدة، وتوفيت في 23 سبتمبر 2006 في فيرفاكس في الولايات المتحدة.

## وصلات خارجية
- إيتا بيكر على موقع الموسوعة البريطانية (الإنجليزية)
- إيتا بيكر على موقع ميوزك برينز (الإنجليزية)
- إيتا بيكر على موقع أول ميوزيك (الإنجليزية)
- إيتا بيكر على موقع ديسكوغز (الإنجليزية)